# 汾河片
汾河片在《中国语言地图集》中用以指中原官话的九个片之一，主要分布在山西省汾河下游的临汾、运城两市，以及陕西省的韩城等地。汾河片白读层均显著区别于官话。

## 分片
通常将汾河片分为三个小片：
- 平阳小片：主要包含临汾市中北部地区，主要特征是，阴入归为阴平，阳入归为阳平，去声分阴阳。
- 绛州小片：包含临汾市南部和运城市北部的一些县市，主要特征是阴入归去声，阳入归阳平。
- 解州小片：主要包含运城市南部和陝西韓城、郃陽，阴入归为阴平，阳入归阳平。

## 音韵特点
- 假攝三等字（車、奢、邪、遮、嗟、蛇、些、爹、馬、雅、者、野、寫、且、社、捨、姐、謝、夜、射、駕、亞、嚇等）白读為[a]或[ia]。
- 疑母細音（牛、逆、擬、藝、毅、研等）腭化爲[ȵ]。
- 影云两母，在韵图三等中增生[ȵ]，區別于四等。
- 常母平聲字聲母爲[ʂ]。
- 微母獨立讀[v]。
- 宕攝白读失鼻音高化为[o]或[io]。
- 中古止摄合口三等字今白讀混遇。

### 平陽小片
- 崇母字聲母爲[s]。
- 梗攝、三等曾攝阳声韵白读一失落鼻音读[ie]或[e]。
- 江攝白读失鼻音高化为[o]或[io]。
- 中古蟹摄合口三等字今白读混遇。
- 去聲分陰陽。

### 絳州小片
- 崇母字聲母爲[s]。
- 梗攝、三等曾攝阳声韵白读一失落鼻音读[ie]或[e]。
- 江攝白读失鼻音高化为[o]或[io]。
- 中古蟹摄合口三等字今白读混遇。
- 陰入歸去聲。

### 解州小片
- 部分點古[m]韻尾字今讀[ŋ]韻尾。
- 梗攝二等阳声韵白读一失落鼻音读[a]或[ia]。
- 梗攝三四等阳声韵白读一失落鼻音读[ie]或[e]。
- 曾攝等阳声韵白讀韻尾讀[n]。

## 詞匯
汾河片在詞匯上也大不同于官話，有些接近吕梁片，也有一些帶有自身色彩。如玉米叫「玉䵚黍」，家叫「居舍」，同吕梁；外祖父叫舅舍爺，全國僅見汾河片。